# Anastrepha nigripalpis
Anastrepha nigripalpis är en tvåvingeart som beskrevs av Friedrich Georg Hendel 1914. Anastrepha nigripalpis ingår i släktet Anastrepha och familjen borrflugor. Inga underarter finns listade i Catalogue of Life.